# Cuiciuna fumigata
Cuiciuna fumigata là một loài bọ cánh cứng trong họ Cerambycidae.